# Comabella (Navès)
Comabella és una masia situada al municipi de Navès, a la comarca catalana del Solsonès.